# Paul Stephen Loverde
Paul Stephen Loverde (Framingham, 3 de setembro de 1940) é um prelado norte-americano da Igreja Católica Romana e bispo emérito da Diocese de Arlington na Virgínia do Norte.
Filho de Paul e Ann Marie (nascida Conti) Loverde. Loverde recebeu sua educação secundária na La Salle Academy em Providence, Rhode Island, seguida por uma educação no Saint Bernard Seminary College em Rochester, Nova Iorque. Loverde formou-se com um B.A. (summa cum laude) em 1962 e foi escolhido para estudar em Roma na Pontifícia Universidade Gregoriana. Loverde obteve sua Licenciatura em Teologia Sagrada (S.T.L.) lá em 1966. 